# Властиміл Петржела
Властиміл Петржела (чеськ. Vlastimil Petržela, 20 липня 1953, Простейов, ЧССР) — чеський футболіст і тренер, гравець збірної Чехословаччини, учасник Чемпіонату світу з футболу 1982 року, головний тренер «Зеніта» (Санкт-Петербург) з грудня 2002 по травень 2006 року. З серпня 2007 року по 4 січня 2008 працював головним тренером азербайджанського клубу «Нефтчі» Баку.
У 2008 році відмовився тренувати кіпрський АЕЛ (Лімасол). У 2008 році пройшов курс лікування від гемблінгу. 10 червня 2009 очолив футбольний клуб «Вікторія» (Жижков), який тільки що покинув Гамбринус Лігу і виступатиме в сезоні 2009/10 у другому дивізіоні чеського футболу. Контракт з «Вікторією» був підписаний на 3 роки.
Автор книги «Одного разу в Росії або z cesku — z laskou» (СПб, 2007).

## Досягнення
- Володар Кубка Чехії 1996 року (як тренер «Спарти»)
- Срібний призер чемпіонату Росії 2003 (як тренер «Зеніта»)
- Володар Кубка Прем'єр-Ліги 2003 року (як тренер «Зеніта»)
- Тренер року в Чехії (1994/95)
- Чвертьфіналіст Кубка УЄФА 2005/06 (як тренер «Зеніта»)